# Я, Франциск Скорина…
«Я, Франциск Скорина» — историко-биографический фильм о Франциске Скорине, жившем в первой половине XVI века белорусском издателе и просветителе, основателе первой белорусской типографии в Вильне, авторе фундаментальных исследований в области лингвистики. В 1951 году Н. Садкович и Е. Львов опубликовали роман «Георгий Скорина», который и положен в основу фильма. В 1970 году фильм удостоился диплома жюри «за плодотворную разработку исторической темы и изобразительное решение» IV Всесоюзного кинофестиваля в Минске.

## Сюжет
Сюжетная линия отображает некоторые биографические сведения о великом первопечатнике.
Георгия Скорину принимают в Краковский университет (в фильме академия), благодаря его познаниям делая для него исключение — ведь он православный, а туда принимают только католиков. Он принимает имя Франциск в память святого Франциска Ассизского. Профессор Глаговский, известный своим свободомыслием, становится духовным учителем Скорины. Другой профессор Рейхенберг — сторонник политики иезуитов. Он безуспешно пытается заставить Франциска доносить на Глаговского напоминая, что Рейхенберг способствовал приёму Скорины в университет семь лет назад. Скорина встречается с прекрасной девушкой Маргаритой и влюбляется в неё, она отвечает ему взаимностью. В этот день происходит солнечное затмение. Затем Скорина узнаёт, что Маргарита — дочь Рейхенберга. Профессора Глаговского арестует инквизиция. Затем коллегия Краковской академии собирает студентов, чтобы сообщить им, что профессору запрещено появляться в здании, где обучаются студенты. Во время этого собрания Скорина протестует против практики доносительства и открыто выступает против Рейхенберга. Скорина вынужден бежать и продолжить учёбу в Падуе. По окончании Падуанского университета он становится доктором медицины. Вернувшись на родину, Франциск занимается врачебной практикой в Вильне. Он просит у городских властей разрешения открыть больницу для бедных. Параллельно Скорина налаживает книгопечатание. Однажды пациентом Скорины оказывается советник магистрата. Его жена — Маргарита. Больной умирает. Враги Скорины строят козни, утверждая, что он способствовал смерти мужа Маргариты, чтобы снова быть с ней вместе. Рейхенберг вынуждает Франциска покинуть Вильно, чтобы спасти доброе имя своей дочери. Правда, основной мотив Рейхенберга — не дать Скорине печатать книги на белорусском языке, понятном простым людям. Скорина перебирается в Прагу. Здесь ему удаётся создать типографию с помощью своего друга по Краковскому университету чеха Вашека, жена которого наследница крупнейшей в Праге пивоварни. Скорина свободно печатает книги на родном языке. У Рейхенберга и эмиссара иезуитов появляется план вернуть Скорину в Вильно, чтобы не дать ему печатать книги там, под предлогом брака с Маргаритой. Сама Маргарита плачет и говорит, что никогда не будет счастлива. При этом эмиссар произносит фразу «У кого сломлен дух, у того иссохнет плоть» (отсылка к пьесе «Жизнь Галилея» Б. Брехта). Скорина отправляется в Вильно, вслед за ним едет обоз с книгами, но на переправе через реку его разгромили. Во время венчания кольцо невесты падает на пол и присутствующие говорят, что это плохая примета. Сразу же после венчания Маргариту похищают и, угрожая пожизненным заточением в монастыре, требуют отдать католической церкви купленную на деньги отца книгопечатню, чтобы Скорина печатал здесь лишь те книги, которые «укажут духовные отцы». Сначала она просит пустить её к мужу, чтобы посоветоваться с ним. Затем она пытается бежать и погибает. Рейхенберг, не ожидая, что иезуиты так обойдутся с его дочерью, теряет разум и убивает эмиссара ордена. На публичном костре инквизиции горят книги из его типографии «попавшего в лапы дьявола» Скорины. Потрясённый, он покидает город и, пристав к случайному обозу, слышит, как мальчик на возу читает написанное им предисловие к «Библии», изданной в его типографии.
Динамичный сюжет и качественная актёрская работа, натурные съёмки в Праге делают фильм образцовым опытом превращения исторического персонажа в поп-икону для последующих поколений.

## В ролях
| Актёр                              | Роль                                                        |
| ---------------------------------- | ----------------------------------------------------------- |
| Олег Янковский                     | Франциск Скорина                                            |
| Николай Гриценко                   | Рейхенберг                                                  |
| Гедиминас Карка                    | монах-иезуит                                                |
| Гунта Виркава                      | Маргарита                                                   |
| Янис Грантиньш (в титрах Грантинь) | Глаговский                                                  |
| Ростислав Янковский                | Иван Скорина, брат Франциска                                |
| Борис Гитин                        | Вашек (Вацлав)                                              |
| Стефания Станюта                   | аббатисса                                                   |
| Владимир Дедюшко                   | мессер                                                      |
| Абрам Треппель                     | шинкарь                                                     |
| Владимир Цоппи                     | ректор Ягеллонской академии                                 |
| Владимир Золотухин (нет в титрах)  | школяр                                                      |
| Аркадий Трусов (нет в титрах)      | зачинщик расправы над умалишённой                           |
| Стяпас Юкна                        | член учёного совета Падуанского университета (нет в титрах) |

## Съёмочная группа
| Автор сценария       | Николай Садкович      |
| Режиссёр-постановщик | Борис Степанов        |
| Оператор-постановщик | Виталий Николаев      |
| Художник-постановщик | Владимир Дементьев    |
| Композитор           | Владимир Чередниченко |
| Звукооператор        | Василий Дёмкин        |